# Tereza Kesovija
 (novembre 2021).
Tereza Kesovija (ou simplement Tereza) est une chanteuse de variétés yougoslave née en Croatie le 3 octobre 1938. Une partie de sa carrière se déroula à Paris. Tereza naît à Dubrovnik, une ville située sur la côte adriatique. Tereza a enregistré à peu près 1 000 chansons en onze langues (croate, français, italien, anglais, russe, allemand, slovène, macédonien, portugais, espagnol et latin). En chantant elle voyage dans le monde, elle fit de nombreuses tournées en ex-URSS, au Mexique, en Égypte, au Japon, aux États-Unis, en Tunisie, etc.
Pendant plusieurs années elle participait à presque tous les festivals de musique en ex-Yougoslavie et elle prit part à de nombreux festivals internationaux comme à Rio de Janeiro, Bratislava, Berne et Sopot. Tereza fut sélectionnée pour le Concours Eurovision de la chanson pour la première fois en 1966 en représentant Monaco et en 1972, représentant la Yougoslavie. En 1999 Tereza a été décorée avec la médaille du chevalier de l'ordre des Arts et des Lettres en France. Elle est aussi l'unique chanteuse croate à s’être produite plusieurs fois sur la scène de l'Olympia à Paris (la dernière fois en 2007 où elle a également enregistré un double CD et un DVD live). Elle était aussi très admirée par le maréchal Josip Broz Tito. Le quotidien croate Večernji list l'a proclamée chanteuse croate du XXe siècle.
2014 Tereza écrit et publie son autobiographie intitulée "To sam je" (C'est moi). Ses premiers 45 Tours EMI de son catalogue français repris par Warner-Music France sous le label Parlophone sont disponibles en digital. 2016 son nouvel album "Oči duše" (Les yeux de l'âme) devient en Croatie Porin 2017 (meilleur album de l'année. 2019 un film documentaire sur la vie de Tereza "To sam je" (C'est moi) sera diffusé plusieurs fois sur les chaines de télévisions croates (on retrouve entre autres pour la partie française de sa carrière, l'interview de son producteur Mémé Ibach). 2020 Tereza enrichit sa longue discographie d'un nouveau single et d'un clip "Ima te" qui tiendra plusieurs mois la tête des hits radios. Serge Lama, son ami et maître de toujours signe les paroles de l'adaptation française et devient "Kimandjaro Sans Neige" avec un joli clip signé, comme pour l'orignal, Katja Restović... Cette version française est sortie le 10 juin 2021, jour où Tereza a reçu à l'ambassade de France de Zagreb pour son engagement francophone, la haute distinction au grade d'officier de l'ordre des Arts et des Lettres.

## Biographie

### Ses débuts
C'est dans sa ville natale, Dubrovnik, que sa carrière débute. Tereza a seulement sept ans quand elle commence à chanter dans la chorale de la cathédrale de sa ville. Elle ne tarde pas à y devenir soliste puis, à quinze ans, elle suit les cours au Conservatoire et commence à chanter à Radio Dubrovnik. En 1954, Tereza gagne un concours fédéral de jeunes à Ljubljana, en Slovénie. Elle reçoit ensuite un diplôme de flûte traversière à l'Académie de musique de Zagreb, dans la classe de Theo Tabak, puis elle devient solo de l'Orchestre philharmonique yougoslave.
Plus jeune, Tereza jouait souvent du piano et chantait des chansons à la mode. Alors, les copains se rassemblaient pour l'écouter, lui disant qu'elle devrait commencer à chanter en public. C'est comme cela qu'un jour elle se décida à chanter dans un concours réservé aux jeunes chanteurs. Tereza le remporte et passe ainsi de sa profession de musicienne, vers la fin des années 1950, à celle de chanteuse. Son exceptionnelle musicalité et sa maîtrise de la scène, sa voix magnifique au timbre particulier et sa grande personnalité lui ont permis de mener une carrière internationale.

### Ses premières années (1960-1965)
En 1960 Tereza s'exécuta à son premier festival de musique légère. C'était le festival Beogradsko Proleće (Le printemps de Belgrade). Elle chanta la chanson Sviđaš mi se (Tu me plais). La même année Tereza concourt au festival à Opatija : sa chanson s'était placée à la deuxième place. L'année suivante fut très importante pour Tereza, parce qu'elle gagna au festival de Split, qui était le plus important festival en Yougoslavie, son premier grand prix avec la chanson Ćakule o siromajima (Les histoires sur les pauvres). Cette année-là elle gagna aussi à Opatija. Mais l'événement le plus important pour Tereza fut sa performance au festival à St. Vincenzo en Italie où les managers étrangers la remarquent. En ex-URSS elle enregistre son premier disque étranger pour la maison de disques russe Melodiya et elle fit sa première tournée à l'étranger. En 1963 Tereza gagne à nouveau au festival de Split avec la chanson Nima Splita do Split (en français : Bonjour, mon chéri) Cette chanson deviendra la marque déposée de la ville de Split et de ce festival jusqu'à présent. En 1964 Tereza gagne à Zagreb, la capitale de Croatie, en chantant avec Ivo Robić la chanson Golubovi (Les Pigeons). Pendant 1963 et 1964 Tereza fit de nombreuses tournées en Israël, en ex-URSS, en Pologne, en Finlande, au Danemark, en Allemagne, en Suisse, en Norvège et en Suède Elle sera ainsi invitée à beaucoup d'émissions télévisées dans ces pays. En 1965 elle gagne cette fois en solo à Zagreb avec la chanson Parkovi (Les Parcs). Au festival de Split Tereza se classera à la troisième place avec les chansons Odrasli smo (Nous sommes devenus plus grands) et Splite moj (Mon Split). Son succès lui apporte de belles propositions dont un contrat pour l'Amérique, mais Tereza décide de s'orienter vers une carrière plus française.

### Ses années parisiennes (1965-1971)

#### L'an 1965
Le 18 janvier 1965 Tereza arriva à l'aéroport parisien d'Orly où elle fut accueillie par Serge Lama. Renée Lebas, ex-grande chanteuse française devenue productrice de disques, écoute ses enregistrements réalisés à Zagreb et choisit de prendre en main la carrière française de Tereza. C'est ainsi qu'elle abandonna sa grande tournée américaine. Dès le lendemain, le 19 janvier, elle chante dans un cabaret parisien et ainsci, pendant des mois de cabaret en cabaret, avant de conclure un contrat avec la maison de disques Pathé Marconi (EMI) d'où la sortie de son premier disque français Et c'est pour toi. Tereza chante, étudie le français, enregistre bientôt son deuxième 45 Tours français Tu viens de très loin. Serge Lama lui écrit alors la chanson Notre amour.

#### L'an 1966
C'est aussi une année importante pour Tereza. Le 19 janvier 1966 elle commence à se produire sur la scène de Bobino pendant trois semaines. La critique et le public l'aiment. La princesse monégasque Grace Kelly l'appela pour lui demander de représenter Monaco au Concours Eurovision de la chanson avec la chanson Bien plus fort. Même si Tereza fut la dernière avec Domenico Modugno qui représenta l'Italie, la chanson fut une très bonne publicité pour elle. Sa chanson Bien plus fort fut enregistré en Italie sous le titre: Più d'ogni cosa et en Yougoslavie comme Još mnogo jače. On pouvait acheter ses disques en Yougoslavie, France, Italie, Espagne, Russie... Tereza devient une star internationale. Cette année-là, Tereza se produisit sur la scène de l'Olympia en dédiant le concert à son jeune ami Serge Lama qui venait d'avoir un terrible accident d'automobile.

#### La chanson de Lara (1966)
L'année 1966 fut significative grâce à son plus grand succès : La Chanson de Lara, thème du célèbre film Docteur Jivago, qui fit connaître Tereza en France. Ce disque fut vendu à plus de 50 000 exemplaires en très peu de temps en France. Au Canada Tereza enregistra un album intitulé La Chanson de Lara ainsi qu'en Yougoslavie. C'était le disque le plus vendu en France.

#### L'an 1967
Au début de l'année Tereza enregistra un nouveau disque français intitulé C'est ma chanson, thème du fameux film de Charlie Chaplin La Comtesse de Hong-Kong. Il est seulement sorti quelques jours après la version de Pétula Clark. Il y eut aussi l'album canadien de 1969, italien et yougoslave. En Italie la chanson s'appelait Per te felicità et en Yougoslavie Moja pjesma. Pendant son séjour à Paris Tereza fit beaucoup d’apparitions à la télévision française. Elle visita aussi son pays, les festivals de musique où elle gagnait régulièrement, elle fit des adaptations étrangères pour les chansons croates avec lesquelles elle gagnait aux festivals. Vers la fin de l'année elle enregistra encore un disque français Ce matin-là. Pendant tout le mois de novembre elle se produisit avec Enrico Macias à l'Olympia et elle était souvent comparée à Dalida par la presse française de l'époque.

#### L'an 1969
Cette année-là Tereza commence en créant la chanson Je l'aime, qui est devenu un grand tube vendu à plus de 120 000 exemplaires seulement en France. En Yougoslavie Tereza gagna au festival de musique à Split en alternance avec Claudio Villa. La chanson Nono, moj dobri Nono où Il tuo mondo devint tout de suite le plus grand tube que la Yougoslavie ait jamais connu, vendu en plus de 150 000 exemplaires. À Paris son concert eut lieu à la Maison de la Mutualité. Au Canada Tereza enregistra un nouvel album : C'est ma chanson.

#### L'an 1970
Cette année-là Tereza gagna la Coupe d'Europe de la chanson à Berne. Elle s'exécuta aux festivals à Mexico, à Sopot (Pologne) et à Iran où Mohammad Reza Pahlavi, le dernier chah d'Iran, il lui donna beaucoup de pièces d'or après son concert. Au festival de musique à Zagreb elle gagna avec Kad se jednom vratiš ti (Quand tu reviens un jour). Elle a pris part au festival à Belgrade où elle a terminé en deuxième position et aux galas de l'UNICEF où Charlie Chaplin la congratula pour une excellente interprétation de C'est ma chanson. Elle enregistre les disques en Allemagne (disque Der himmel ist weit), en France (disque Ce soir tu viens trop tard) et en Yougoslavie. Elle interviewe Gilbert Bécaud à l'Olympia pour la télévision yougoslave.

#### L'an 1971
Depuis cette année Tereza vit à Zagreb, mais elle est aussi présente en France. Elle enregistra le disque L'Amour qu'il nous reste à vivre pour RCA et fit une tournée. En Yougoslavie elle gagna aux festivals et comme prix après le festival à Sisak 1 000 000 dinars lui sont donnés. En Allemagne elle enregistra le disque Mein Herz schlägt für dich.

### Son retour en Yougoslavie (1972-1976)

#### L'an 1972
Cette année-là Tereza s'est déjà bien installée en Yougoslavie. C'était une année pleine de succès. Tereza la commence avec une tournée en Allemagne de l'Est, puis elle continue en Australie. En France son nouveau disque sort chez Barclay. Elle est également choisie pour représenter la Yougoslavie au Concours Eurovision de la chanson. Elle finit à la neuvième place avec la chanson Muzika i ti (en France : La musique et toi). À Split avec la chanson patriotique Rusticana elle remporte le grand prix du jury et le deuxième prix du public. La chanson Avantura (Aventure) chantée en duo avec Miro Ungar devient également un grand tube.

#### L'an 1973
En 1973 commence la collaboration avec Đelo Jusić, son ami d'enfance, en créant la chanson Sreću čine male stvari (La joie est faite de petites choses) avec laquelle Tereza s'est présentée au Festival de musique de Zagreb, mais elle finit également sa collaboration avec Alfi Kabiljo. À Split elle gagne avec la chanson Nek' idu lađe (Aillent les barques). En France elle enregistre encore un nouveau disque. Son concert avec Julio Iglesias a lieu au festival Golden Orpheum de Sofia, en Bulgarie.

#### L'an 1974
Au festival de Split elle se présente avec la chanson Sunčane fontane (Les fontaines ensoleillées) qui devient l'un de ses plus grands tubes. C'est aussi un album d'or.

#### L'an 1975
En 1975 à Sarajevo, après la mort tragique de son frère, elle cause une tempête d'émotions en interprétant la chanson San julske noći (Le rêve de la nuit de juillet). À Split elle finit à la deuxième place, mais au festival de Zagreb elle gagne avec la chanson Zaboravi, ako možeš (Oublie, si tu peux). En Allemagne de l'Est elle sort un album chez Amiga.

#### L'an 1976
Tereza gagne à Split avec la chanson Sviraj mi, sviraj (Joue-moi, joue). Au festival de Zagreb elle termine deuxième avec la chanson Stare ljubavi (Les vieux amours) et le même album est enregistré aux studios Abbey Road à Londres. Elle est la première chanteuse croate à enregistrer un album dans ce prestigieux studio. Elle se présente aux festivals de Palma de Majorque et d’Istanbul en Turquie où elle est proclamée la meilleure interprète (la chanson I'm waiting for you, Je t'attends.)

### Au sommet de la gloire en Yougoslavie. Son retour en France (1977-1981)

#### L'an 1977
Cette année-là, elle a commencé par de grandes tournées en France, puis elle continue en Allemagne de l'Est, en Tchécoslovaquie, en Bulgarie, en Italie et au Canada. Au Festival de Zagreb elle gagne avec la chanson Sve se vraća, sve se plaća de Đelo Jusić et de Željko Sabol. Elle gagne aussi à Split avec la chanson Ispijmo čaše sve do dna. Tereza a reçu beaucoup de récompenses dont le prix Vlaho Paljetak.

#### L'an 1978
Tereza enregistra à nouveau deux disques en France pour l'EMI. Le disque Je suis née ce jour-là s’est vendu à plus de 50 000 exemplaires. Son retour comprend beaucoup de passages à la télévision française et aussi beaucoup de concerts pour faire la promotion de ce disque. En Yougoslavie, elle est plus grande star que jamais. Chaque disque devient disque d'or. Elle enregistra beaucoup d'albums. Dans les journaux on pouvait voir des articles parlant contre Tereza. Ils l'appellent pour quitter la scène musicale yougoslave, parce que les jeunes artistes ne peuvent pas s'affirmer. Elle était simplement trop populaire et aimée par les gens. Elle gagna aux festivals de Zagreb et de Belgrade avec les chansons Što je ostalo od ljubavi et Sva su moja proljeća u meni. Cette année-là, elle chante aussi l'un de ses plus grands succès croates, la chanson Prijatelji stari, gdje ste.

#### L'an 1979
En 1979 elle gagna à nouveau au festival de Zagreb avec la chanson Na Stradunu. À Split elle gagna la deuxième place avec la chanson Mladosti, moja lijepa radosti. Ses albums Što je ostalo od ljubavi et Poljubi deviennent disques d'or, aussi comme la compilation Moja splitska ljeta. Les tubes sont les chansons Ljubomora, présentée au festival de Belgrade, Kad sam s tobom, présentée au festival de Cavtat. De 1974 à 1979, elle fut proclamée pour six fois la chanteuse yougoslave de l'année.

#### L'an 1980
Cette année-là, Tereza refusa de chanter aux festivals pendant les soirées de concurrence, mais à Split elle chanta six chansons pendant la soirée rétrospective. Elle devait faire seulement un concert dans la plus grande salle croate – la salle des concerts Vatroslav Lisinski, mais elle en fit sept grâce au grand intérêt de public, même s'il n'y avait pas de nouveaux albums pour faire la promotion du concert. Aujourd'hui son record n'est toujours pas battu.

#### L'an 1981
L'album croate Sanjam avec des chansons de Tony Stefanidis, compositeur franco-grec, avec les paroles de Serge Lama, chanteur français connu. Les adaptations croates sont faites par Ivica Krajač. Ce disque, qui deviendra disque de platine, était sorti chez PGP-RTB. Tereza change sa maison de disques: elle quitte Jugoton et elle commence à enregistrer pour PGP-RTB. Les médias affirment que c'était définitivement le plus grand transfert financier jamais effectué en Yougoslavie. En collaboration avec Jean Renard le disque français Pour presque rien est sorti chez CBS Disques.

### De 1982 à 1985
L'année 1982 a été couronnée de succès pour Tereza : La première place au Festival de Portorož, la deuxième place au Festival de Split avec la chanson Ja sam pjesma et deux nouveaux albums. L'un avec comme titre Ja sam pjesma sorti chez Jugoton et l'autre un ensemble des chansons traditionnelles les plus connues de Dalmatie. Cet album eut un grand succès et il fut publié de nouveau en 1990. Tereza a été animatrice dans l'émission Mosaïque qui était diffusée en France et en Yougoslavie. Elle finit l'année avec une grande tournée au Pérou où elle a fait beaucoup de passages de télévision.
L'année suivante, elle fit des tournées dans les pays scandinaves et encore un nouvel album. C'est Yearbook, son unique album anglais. Puis, elle fit le Festival de Split '83 avec la chanson Na kušinu qui devint un de ses plus grands tubes.
En 1984, Tereza était souvent à l'étranger : aux États-Unis et au Canada où elle donna beaucoup de récitals, en Suisse elle participa aux côtés de Richard Burton au Gala de l'UNICEF, elle fit des passages à la télévision française pour la promotion de la chanson Danse avant de dormir. La même journée où ses cordes vocales furent opérées, elle donna à Ljubljana un récital qui sortit ensuite en cassette audio. Les albums Na kušinu et Yearbook sont devenus albums d'or. Elle sortit aussi un disque-compilation Ponovni susreti.
Pronađi put est un album mythique de Tereza qui devint album de diamant. La chanson Pronađi put est aussi une adaptation croate de la chanson connue I have a dream du groupe Abba. En 1985, elle gagna au Festival de Zagreb avec la chanson Dobro nam došli et à la soirée des tubes elle finit troisième. À Split, elle s'était produite avec la chanson Tajna života et elle fut proclamée la participante la plus élégante. Cette année-là, elle fête les 25 ans de sa carrière exceptionnelle avec un grand spectacle à Zagreb.